# Тулио Роклицер
Тулио Роклицер (Задар, 23. децембар 1926 — Павија, 16. август 2006) је бивши југословенски и хрватски кошаркаш.

## Биографија
Један је од оснивача кошаркашке секције у Задру за који је и играо у првим послератним годинама. Међутим убрзо прелази у Црвену звезду и био члан шампионских генерација са Малог Калемегдана. Поред тога наступао је за Кошаркашку репрезентацију Југославије на Европском првенству 1947. године. Међутим одиграо је чак и једну утакмицу за репрезентацију Италије 1954. године.